# Cílový druh
Cílový druh je rostlinný nebo živočišný druh, který může představovat cíl ochranného, udržovacího nebo rozvojového opatření v projektech krajinného plánování. Opatření jsou zaměřena na požadavky druhu z hlediska stanoviště a životních podmínek s cílem podpořit jeho rozvoj a zachovat druh.
Mezi kritéria patří, že druh musí mít zvláštní význam pro plánovací oblast a musí být v této oblasti zaznamenán již v minulosti. 
Cílový druh musí být zařazen minimálně do skupiny ohrožených druhů v Červeném seznamu ohrožených druhů živočichů a rostlin a musí být známa příčina ohrožení. Příslušná ochranářská opatření by měla podporovat i další druhy. Dále by měly být vybrány pouze ty druhy, jejichž nároky na stanoviště jsou dostatečně známé a jejichž výskyt je snadno prokazatelný.
Určením a sledováním cílového druhu lze například kontrolovat účinnost ekologických kompenzačních opatření na stanovišti.